# Naomi Campbell
Naomi Elaine Campbell (Streatham, London, 1970. május 22. –) brit modell. Röviddel felfedezése után, 15 éves korában kivívta helyét a késő 1980-as, kora 1990-es évek három legjellegzetesebb modellje között, illetve ő volt egyike azon hat modellnek, akiket a korabeli divatvilág szupermodellként tartott számon. Magánélete nagy vihart kavart a médiában, többek közt ismert férfiakkal – Mike Tyson, Robert De Niro – folytatott viszonyai és elkövetett bántalmazásai nyomán.

## Gyermekkora
Dél-London Streatham városrészében született, a jamaicai származású táncosnő, Valerie Morris gyermekeként. Édesanyja akaratából lánya soha nem találkozott vér szerinti apjával, aki négy hónapos terhesen hagyta magára az asszonyt, így Campbellt kezdetben apai vezetéknév nélkül anyakönyvezték. A Campbell név anyja második házasságából ered. Féltestvére, Pierre, 1985-ben született. Campbell afro-amerikai származású, emellett Ming családnevű apai nagyanyja révén kínai-jamaicai gyökerekkel is bír.
Campbell korai éveit Rómában töltötte, ahol anyja moderntáncosként dolgozott. Londonba való visszatérésük után rokonok gondoskodtak róla, míg anyja Európát járta a Fantastica társulattal. Campbell hároméves korától a Barbara Speake Színiiskola (Barbara Speake Stage School) diákja volt, majd tízévesen felvételt nyert az Italia Conti Színművészeti Akadémiára (Italia Conti Academy of Theatre Arts), ahol balettet tanult.

## Pályafutása

### 1978-86: kezdetek
Első nyilvános szereplésére 1978-ban, hétéves korában került sor egy videóklipben, ami Bob Marley "Is This Love" című dalához készült. Tizenkét évesen a Culture Club "I'll Tumble 4 Ya" című dalához forgatott videóban sztepptáncolt. 1986-ban – még az Italia Conti Színművészeti Akadémia növendékeként – épp a Covent Gardenben nézelődött, amikor felfedezte a Synchro modellügynökség feje, Beth Boldt. Karrierje hamar beindult – áprilisban, éppen tizenhatodik születésnapja előtt már a brit Elle magazin címlapján szerepelt.

### 1987-97: nemzetközi sikerek

#### 1990-ig
Az elkövetkező évek során Campbell sikere rohamosan nőtt: olyan divattervezők bemutatóin rótta a kifutót, mint Gianni Versace, Azzedine Alaia és Isaac Mizrahi. Számos fotós kaphatta lencsevégre, többek között Peter Lindbergh, Herb Ritts és Bruce Weber is. A '80-as évek végén Campbell Christy Turlingtonnal és Linda Evangelistával alkotta a "Szentháromságként" ismert triót, mivel ők hárman koruk legkeresettebb modelljeivé váltak.
Amikor később Campbell diszkriminációval szembesült, barátaitól kapott segítséget; Turlington és Evangelista közölte a Dolce & Gabbana divatcéggel: "Ha Naomit nem alkalmazzátok, akkor minket sem fogtok!" 1987 decemberében szerepelt a brit Vogue divatlap címlapján, ami mérföldkőnek számított, hiszen ő volt a magazin első fekete címlaplánya 1966 óta. 1988 augusztusában ő lehetett az első fekete bőrű modell, aki megjelent a francia Vogue címlapján, mivel barátja, mentora és divattervezője, Yves St. Laurent megfenyegette a magazint – közölte, hogy visszavonja közreműködését a lapnál, ha az továbbra is visszautasítja a fekete címlapmodelleket. Az ezt követő évben Naomi megjelent az amerikai Vogue címlapján. Ekkor nyerhette el először fekete modell a szeptemberi szám főszerepét, mely köztudottan az év egyik legnagyobb eladott példányszámot produkáló és legfontosabb száma.

#### 1990-től
1990 januárjában Campbell, akit az Interview magazin úgy írt le, mint "a mind fölött uralkodó megamodell", Christy Turlingtonnal, Linda Evangelistával, Cindy Crawforddal és Tatjana Patitzzal megjelent a brit Vogue ikonikus címlapján, mely Peter Lindbergh fotós munkája volt. A csapat ezután George Michael "Freedom! '90" című videójában kapott szerepet. Ezután Campbell, Turlington, Evangelista, Crawford és Claudia Schiffer alkotta a divatipar által "szupermodellekként" számon tartott csapatot. Az újonnan érkező Kate Moss csatlakozásával együttesen ők voltak a "Nagy Hatos".
1991 márciusában az úgynevezett szupermodell éra egyik meghatározó pillanatában Campbell, Turlington, Evangelista és Crawford egymással karöltve sétáltak a kifutón, Versace bemutatóján, miközben egyszerre idézték a "Freedom! '90" szavait. Később még abban az évben, Campbell Michael Jackson szerelmének tárgyát játszotta az "In The Closet" videóklipjében. 1992 áprilisában számos másik topmodellel együtt pózolt az amerikai Vogue századik évfordulójára készített címlapján, amelyet Patrick Demarchelier fotózott. Ugyanabban az évben Madonna nagy port kavaró könyvében, a Sexben szerepelt egy sorozatnyi aktképen Madonnával és Big Daddy Kane-nel.
1993-ban Campbell kétszer is szerepelt az amerikai Vogue címlapján; először áprilisban, Christy Turlingtonnal, Claudia Schifferrel, Stephanie Seymourral és Helena Christensennel közösen, majd legközelebb júniusban, akkor már szólóban. Híressé vált esése a kifutón Vivienne Westwood magastalpú platformcipőiben, melyeket később a londoni Victoria and Albert Museumban állítottak ki. Sikerei ellenére az Elite Model Management, amely 1987 óta képviselte, szeptemberben kirúgta Campbellt. A kirúgás hátterében, a menedzsment indoklását idézve, ez állt: "nincs az a pénz vagy presztízs, amely tovább igazolhatná ezt a bánásmódot" mind a személyzettel, mind az ügyfelekkel szemben. Az Elite Management alapítója, John Casablancas Campbellt "manipulatív, cselszövő, durva és lehetetlen" személyiségként jellemezte.
A 90-es évek közepén Campbell a szórakoztatóipar egyéb területein is próbát tett. Swan című regénye, ami egy megzsarolt szupermodellről szól, 1994-ben jelent meg. A könyv kedvezőtlen kritikákat kapott. Eredeti szerzője Caroline Upcher volt, melyet Campbell ezekkel a szavakkal magyarázott: "egyszerűen nem volt időm, hogy leüljek, és írjak egy könyvet". Ugyanabban az évben Campbell megjelentette Babywoman című albumát. Az album címe Campbell beceneve, melyet Rifat Ozbek divattervezőtől kapott. A lemez kritikai és kereskedelmi kudarc volt; a "Love and Tears" című dal a brit listák negyvenedik helyéig jutott. 1995-ben Campbell, Claudia Schiffer és Elle Macpherson kérészéletű étteremlánc alapításába fogott, melynek a Fashion Cafe nevet adták. Campbell a színészkarrierrel is megpróbálkozott: kisebb szerepeket kapott a Miami Rhapsodyban és Spike Lee Girl 6-ében, valamint visszatérő szerepe volt a New York Undercover második évadában.

### 1998-napjainkig
1998-ban a Time magazin bejelentette a szupermodell korszak végét. Ezután Campbell többnyire távol maradt a kifutó világától, de a nyomtatott sajtóban továbbra is szerepelt. 1999-ben aláírta első kozmetikai szerződését a Wella részét képező Cosmopolitan Cosmeticsszel. A cégen keresztül számos névre szóló illatot dobott piacra. 1999 novemberében tizenkét másik topmodellel együtt pózolt az amerikai Vogue millenniumi számának címlapján, ami a "Modern Múzsák" ("Modern Muses") címet viselte. A fotót Annie Leibovitz készítette. Decemberben a Playboy borítóján szerepelt egy fehér pántos bikiniben és szőrmében. 2001 októberében a brit Vogue címlapján jelent meg Sean "Puff Daddy" Combsszal.
A modellvilágban töltött több mint két évtized ellenére Campbell továbbra is keresett maradt. 2007-ben a Dior hatvanadik évfordulójára rendezett versailles-i bemutatón szerepelt a kifutón. 2008 júliusában az olasz Vogue magazin kihajtható borítóján jelent meg több fekete modellel; Liya Kebede-vel, Sessilee Lopezzel és Jourdan Dunn-nal. A fotó Steven Meisel munkája. 2008 szeptemberében Campbell újra együtt dolgozott Christy Turlingtonnal, Linda Evangelistával, Cindy Crawforddal, Claudia Schifferrel és Stephanie Seymourral: a Vanity Fair magazin a szupermodellek örökségéről megjelent írásához készült kiegészítésként a "Páratlan Szövetség" ("A League of Their Own") című fotósorozat.
2011-ben Campbell Liya Kebede-vel és Imannal szerepelt az Essence magazin negyvenedik évfordulós számának borítóján. A Duran Duran "Girl Panic!" című videójában a zenekar frontemberét, Simon Le Bont alakította, míg Cindy Crawford, Helena Christensen, Eva Herzigova és Yasmin Le Bon játszotta a banda többi tagját. A klippel és a közreműködéssel kapcsolatban a brit Harper's Bazaar novemberi számában vezércikk jelent meg.
A 2012-es Olimpiai Játékok záróceremóniájának keretében Campbell együtt lépett fel Kate Moss és más szupermodellek társaságában. A fellépés során haute couture darabokat mutattak be, amelyek a brit divatot voltak hivatottak képviselni. Campbell egy Alexander McQueen darabot viselt – egy ferde szabású, uszályos köntössel kiegészített, aranyozott ruhát. 2013-ban edzőként és zsűritagként tűnt fel az Oxygen tévécsatorna The Face című modellverseny reality showjában, amelyben együtt dolgozott Karolina Kurkovával és Coco Rochával. A műsort Nigel Barker fotós vezette.

## Filmek
| Év   | Cím                             | Eredeti cím                               | Szerep  |
| ---- | ------------------------------- | ----------------------------------------- | ------- |
| 1991 | Ice Baby                        | Cool as Ice                               |         |
| 1993 |                                 | The Night We Never Met                    |         |
| 1994 | Pret-a-porter – Divatdiktátorok | Prét-a-Porter                             | (cameo) |
| 1995 |                                 | Miami Rhapsody                            |         |
| 1995 | Wong Foo, kösz mindent          | To Wong Foo Thanks for Everything         | lány    |
| 1995 | Miami rapszódia                 | Miami Rhapsody                            | Kaia    |
| 1996 | Girl 6 – A hatodik hang         | GIRL 6                                    | Girl 75 |
| 1996 |                                 | Invasion of Privacy                       |         |
| 1998 |                                 | An Alan Smithee Film: Burn Hollywood Burn |         |
| 1999 | Fogolyrománc                    | Prisoner of Love                          | Tracy   |
| 1999 |                                 | Trippin'                                  | Naomi   |
| 2002 |                                 | Ali G Indahouse                           |         |
| 2004 |                                 | Fat Slags                                 |         |
| 2006 |                                 | The Call                                  |         |
| 2006 |                                 | Karma, Confessions and Holi               |         |

## Parfümök
- Naomi Campbell Naomi Campbell
- Naomi Campbell At Night
- Naomi Campbell Cat Deluxe
- Naomi Campbell Cat Deluxe at Night
- Naomi Campbell Exult
- Naomi Campbell Mystery
- Naomi Campbell Naomagic
- Naomi Campbell Naomagic Shimmer Edition
- Naomi Campbell Naomi
- Naomi Campbell Paradise Passion
- Naomi Campbell Seductive Elixir
- Naomi Campbell Sunset
- Naomi Campbell Wild Pearl

## Magyarul megjelent könyve
- Hattyú; ford. Tóth Tamás; InterCom, Bp., 1997